# Олга Брумас
Олга Брумас (енгл. Olga Broumas; Ермуполи, 6. мај 1949) је грчка песникиња и директорка креативног писања на Универзитету у Волтаму од 1995. године. 

## Биографија
Рођена је 6. маја 1949. у Ермуполији, одрасла је на Сиросу. Кроз Фулбрајтов програм је себи обезбедила стипендију за студирање у Сједињеним Државама на Универзитету у Пенсилванији где је дипломирала архитектуру. Касније је стекла звање магистра ликовних уметности на Универзитету Орегон. Била је суоснивач и предавач школе за писце и уметнике у Провинстауну која се распала 1987. године. Правила је програме креативног писања на неколико Универзитета међу којима су Универзитет Ајдахоа и Годард. Ради као професор емеритус енглеског језика на Универзитету у Волтаму. Њена прва збирка песама Beginning with O је сматрана револуционарном у свом приказу експлицитне лезбејске сексуалности. Стенли Кјуниц ју је одабрао за серију млађих песника на Јејлу 1977. године као првог говорника енглеског језика којем то није матерњи језик, а који је добио ову награду. Добитница је стипендија Гугенхајм и Националне задужбине за уметност.

### Збирке
- Beginning with O
- Soie Sauvage
- Pastoral Jazz
- Black Holes, Black Stockings
- Perpetua
- Sappho’s Gymnasium
- Rave: Poems, 1975—1999.

### Преводи
- What I Love: Selected Poems by Odysseas Elytis
- The Little Mariner
- Eros, Eros, Eros: Selected and Last Poems